# Finale League Cup 1994
De finale van de League Cup van het seizoen 1993/94 werd gehouden op 27 maart 1994 in het oude Wembley Stadium. Aston Villa nam het op tegen Manchester United, dat zich tot landskampioen zou kronen. Aston Villa versloeg Manchester United met 3-1. Het werd nog even spannend toen Manchester United-aanvaller Mark Hughes in het slot de aansluitingstreffer scoorde bij 2-0, maar Villa haalde de overwinning over de streep met een late strafschop van Dean Saunders. Andrej Kantsjelskis maakte namelijk handspel en kreeg een directe rode kaart. Aston Villa-aanvoerder Kevin Richardson werd na afloop verkozen als man van de wedstrijd.  
|                           |                                       |         |                   |                                                                                      |
| 27 maart 1994 15:00 UTC+1 | Aston Villa                           | 3 – 1   | Manchester United | Wembley Stadium, Londen Toeschouwers: 77.231 Scheidsrechter: Keith Cooper (Engeland) |
| 27 maart 1994 15:00 UTC+1 | Atkinson 25' Saunders 75', 90' (pen.) | Verslag | 82' Hughes        | Wembley Stadium, Londen Toeschouwers: 77.231 Scheidsrechter: Keith Cooper (Engeland) |

| Aston Villa | Manchester United |

| Aston Villa:   |    |                  |     |
|                |    |                  |     |
| GK             | 13 | Mark Bosnich     |     |
| RB             | 2  | Earl Barrett     |     |
| CB             | 5  | Paul McGrath     | 2'  |
| CB             | 4  | Shaun Teale      |     |
| LB             | 3  | Steve Staunton   | 79' |
| RM             | 10 | Dalian Atkinson  |     |
| CM             | 6  | Kevin Richardson |     |
| CM             | 14 | Andy Townsend    |     |
| LM             | 11 | Tony Daley       |     |
| AM             | 25 | Graham Fenton    |     |
| CF             | 9  | Dean Saunders    |     |
| Wisselspelers: |    |                  |     |
| GK             | 1  | Nigel Spink      |     |
| DF             | 17 | Neil Cox         | 79' |
| MF             | 7  | Ray Houghton     |     |
| Coach:         |    |                  |     |
| Ron Atkinson   |    |                  |     |

| Manchester United: |    |                     |     |
|                    |    |                     |     |
| GK                 | 13 | Les Sealey          |     |
| RB                 | 2  | Paul Parker         |     |
| CB                 | 4  | Steve Bruce         | 83' |
| CB                 | 6  | Gary Pallister      |     |
| LB                 | 3  | Denis Irwin         |     |
| RM                 | 14 | Andrej Kantsjelskis | 90' |
| CM                 | 16 | Roy Keane           |     |
| CM                 | 8  | Paul Ince           |     |
| LM                 | 11 | Ryan Giggs          | 68' |
| AM                 | 7  | Éric Cantona        |     |
| CF                 | 10 | Mark Hughes         |     |
| Wisselspelers:     |    |                     |     |
| GK                 | 25 | Gary Walsh          |     |
| MF                 | 5  | Lee Sharpe          | 68' |
| FW                 | 9  | Brian McClair       | 83' |
| Coach:             |    |                     |     |
| Alex Ferguson      |    |                     |     |